# هنود الشرق
هنود الشرق أو كاثوليك الهند الشرقية (بالمراثيَّة: ईस्ट इंडियन) هم مجتمع إثني ديني مسيحي هندي وهم أعضاء في الكنيسة الرومانية الكاثوليكية. يعيشون في المقام الأول في مدينة مومباي، مع عدد أقل من المجتمع يعيش في أجزاء من مقاطعات بالغر وثين في ولاية ماهاراشترا الهندية. ويتوزعون على خمسة مجموعات ثقافية مميزة وهي: كولبيس، ومسيحيو سامافدي (يُطلق عليهم عادة كوباريس)، ومسيحيو كولي، وآدفالز، ومسيحيو سالسيت. يتحدث كاثوليك شرق الهند باللغة المراثية، والتي احتفظوا بها على الرغم من النفوذ البرتغالي، وتعد اللغة الماراثية جوهر هوية المجتمع. يعد هنود الشرق من بين المسيحيين الكاثوليك الأصليين في مومباي، والذين تحولوا إلى الكاثوليكية على يد البرتغاليين خلال القرن السادس عشر، في حين يشكل كلاً من كاثوليك غوا ومانغلور أيضاً جزءاً مهماً من المجتمع المسيحي في المدينة. وفقاً لتعداد السكان عام 2011 يُشكل المسيحيين حوالي 3.2% من سكان مدينة مومباي، ويتبع معظمهم مذهب الكنيسة الرومانية الكاثوليكية.